# Гироскопический тренажёр

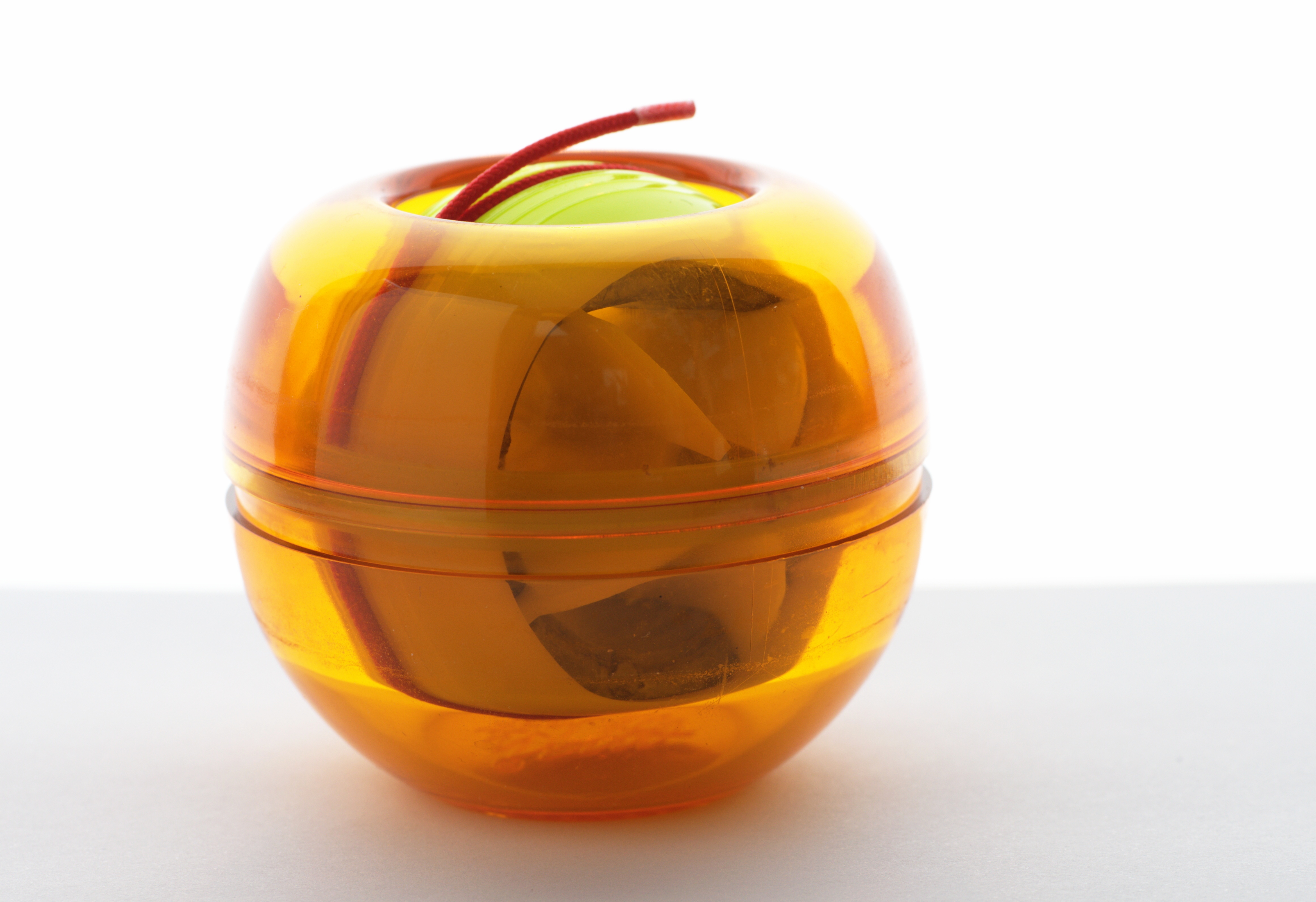
Гироскопический тренажёр с намотанным на ротор шнурком для его начальной раскрутки

Гироскопический тренажёр — малогабаритный спортивный тренажёр, принцип работы которого основан на свойствах роторного гироскопа. Используется для создания нагрузки мышц и суставов кисти руки. Для достижения высоких степеней раскручивания ротора гироскопического тренажёра задействуются мышцы предплечья, плеча и плечевого пояса.
В некоторой степени этот тренажёр можно отнести к предметам развлечения (игрушкам), в силу своих довольно необычных свойств, демонстрирующих физические законы в области классической механики.

## Конструкция
Представляет собой небольшой предмет шаровидной формы, который может прочно обхватываться ладонью и удерживаться пальцами одной руки взрослого человека. Также существуют модели тренажёра для детей — с меньшими габаритами, по сравнению со взрослой моделью. Есть ещё одна разновидность тренажёра с двумя диаметрально противоположно расположенными ручками по сторонам корпуса тренажёра, за которые держатся обеими руками одновременно как за рулевое колесо.
Корпус содержит в себе устройство гироскопа. В основном корпус изготавливается из прозрачной пластмассы, модели с корпусом из металла встречаются реже и стоят дороже пластмассовых. В корпусе, как правило, имеется отверстие, через которое осуществляется доступ к ротору для его начального раскручивания. Тренажёры без открытой части ротора имеют небольшие отверстия для продевания пластмассового стартера в виде тонкой полоски с зубчиками, который раскручивает ротор с помощью реечной передачи.
Основную массу тренажёра составляет массивный ротор, ось которого может вращаться в строго диаметральном положении по кольцевой канавке внутри корпуса. Ротор, в большинстве случаев, состоит из сочетания пластмассы и металла; роторы полностью состоящие из металла, так же как и в случае с корпусом, встречаются в более дорогих моделях тренажёра.
Возможность разборки тренажёра по частям (например, для его очистки) может присутствовать или нет.

### Описание частей
- Корпус — если он разбирается, то состоит из двух частей-половинок. Части пластмассовых корпусов удерживаются защёлками и винтами, а части металлических закручиваются на резьбу[1]. Корпус удерживает ось ротора в круговой канавке.
- Ротор — элемент, который может вращаться как вокруг собственной оси, так и в плоскости, проходящей через ось вращения ротора по круговой канавке.
- Ограничительное кольцо — удерживает ось ротора строго в одной плоскости, не давая ей во время кручения «врезаться» в круговую канавку. Это кольцо вращается вместе с ротором по круговой канавке.

В тренажёрах, корпус которых изготовлен из металла, в паре используются сменные пластмассовые кольца, которые образуют круговую канавку и о которые трётся ось ротора, и поэтому преимущества в плане долговечности перед тренажёрами с пластмассовым корпусом не обнаруживается. Как правило, в комплекте металлического тренажёра прилагается сменный набор таких колец вместе с ограничительным кольцом.

### Особенности

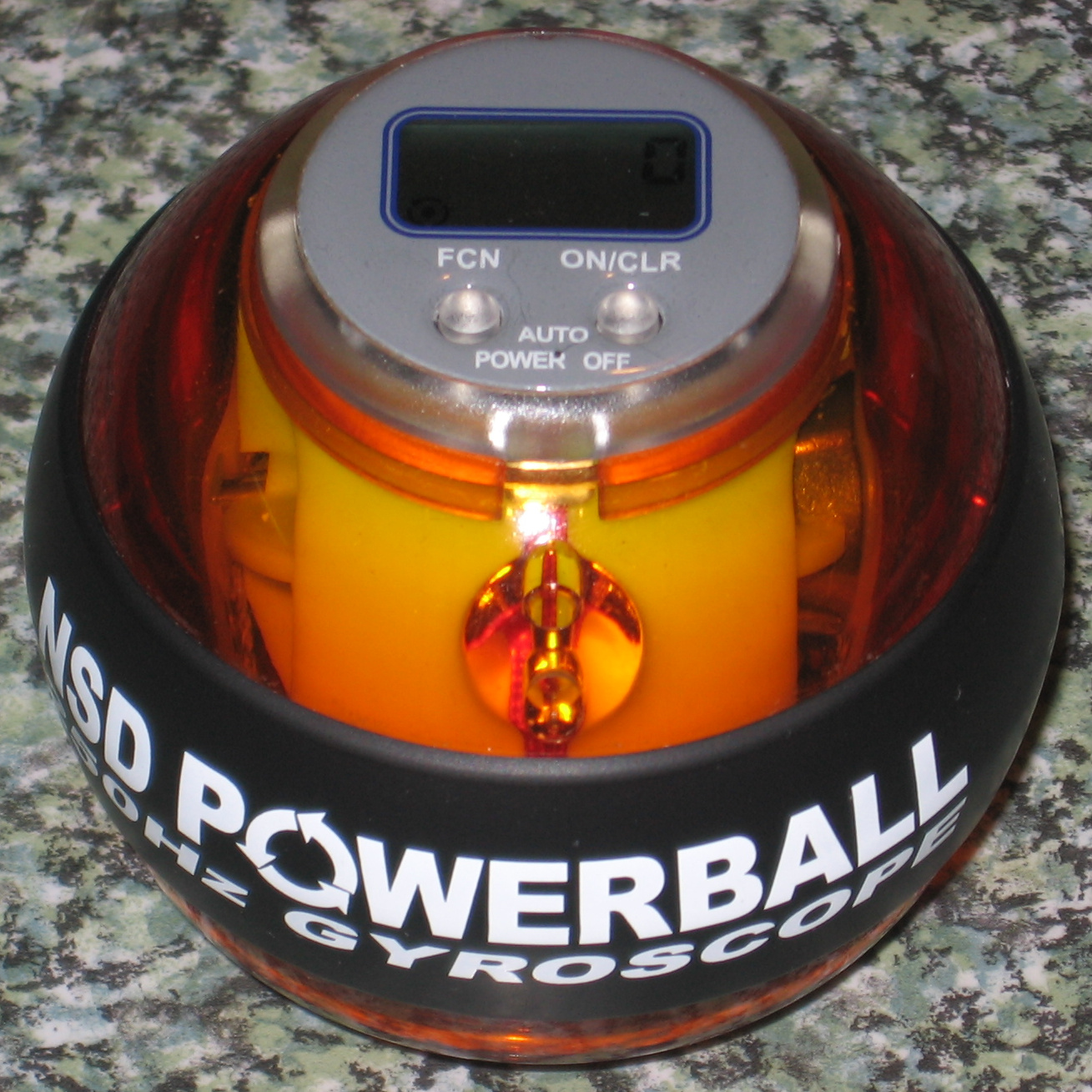
Модель со счётчиком оборотов

Некоторые тренажёры (прежде всего NSD® Spinner/Powerball) оснащаются (опционально) тахометром. Текущий мировой рекорд — 17 015 оборотов в минуту (RPM), был установлен греком Акисом Крицинелисом (греч. Akis Kritsinelis) 12 января 2013 года. Также ему принадлежит рекорд индекса силы (количество оборотов за 90 секунд), равный 21 228 оборотов.
Существуют светящиеся модели тренажёра, на которых установлено несколько светодиодов и динамо-машина, вырабатывающая электричество для их работы.

## Использование
Тренажёр во время использования необходимо крепко удерживать в руке, так как силы действия будут пытаться отклонять его в разные стороны. Нельзя допускать падения тренажёра, особенно во время его движения.
Сначала необходимо придать ротору некоторый минимальный кинетический момент. Это производится путём резкого и скользящего касания выступающей части ротора пальцем (как правило, большим) по направлению вращения. Для облегчения запуска используется стартер в виде шнурка, который вставляется в небольшое отверстие в роторе и наматывается на него по жёлобу (как на катушку), после чего он выдёргивается за оставшуюся часть.
Когда ротор раскручивается до 2—3 тысяч оборотов в минуту, человек, удерживающий тренажёр в руке, может разогнать его до значительно более высоких скоростей путём совершения круговых движений кистью.
Во время приложения постоянной внешней силы к гироскопу, он начинает поворачиваться вокруг некоторой оси, не совпадающей по направлению с основной осью вращающегося ротора, то есть прецессировать. При этом вращение происходит не в соответствии с направлением воздействия внешней силы. Величина прецессии пропорциональна величине действующей силы. В случае прекращения внешнего воздействия прецессия мгновенно заканчивается, но ротор продолжает вращаться.
Как только ротор запущен, наклон устройства заставит один конец оси двигаться по верхней стороне канавки, а другой — по нижней. Когда ось вращающегося ротора соприкасается с верхней и нижней поверхностью канавки, это вызывает прецессию и ось ротора начнёт кольцевое движение по ней. Сила трения между осью и поверхностью канавки может либо ускорять, либо замедлять вращение гироскопа. Наибольшее ускорение достигается тогда, когда ось ротора начинает «скользить» по поверхности канавки максимально ровно. Поскольку сила трения очень важна для подобного эффекта, устройство ни в коем случае нельзя смазывать. Максимальная скорость вращения ротора достигается при удерживании сферы в руке и постоянном поддержании вращения движением кисти.

## Физический принцип работы

Рис. 1. Характерный внешний вид гироскопического тренажёра.

Рис. 2. Основные составляющие гиротренажёра. Бледно-голубым цветом обозначен полупрозрачный корпус, светло-сиреневым — круговая канавка, чёрным — ось гироскопа, жёлтым — ротор.

Рис. 3. Основные метрические параметры гиротренажёра. Длина оси и диаметр оси.

Рис. 4. Ориентация оси относительно опор канавки и действие сил реакции опоры на ось гироскопа.

Рис. 5. Обозначения и направления векторов. Режим торможения.

Рис. 6. Обозначения и направления векторов. Режим ускорения.

На рисунке 1 показан вид компьютерной модели гиротренажёра. На примере этой модели построены все последующие рисунки, поясняющие устройство и его механику. На рисунке 2 показаны детали внутреннего строения гиротренажёра. Основные его составляющие это корпус, круговая канавка, по которой скользит ось гироскопа, ротор наглухо насаженный на ось, представляющую собой цилиндр длины {\displaystyle 2R} и диаметра {\displaystyle 2\rho }. Круговая канавка жёстко соединена с корпусом гиротренажёра. Ротор представляет собой однородное тело осевой симметрии. На рисунке 2 для большей наглядности часть корпуса «приоткрыта», так чтобы были видны внутренние элементы. Также удалена часть стенки круговой канавки. Ширина паза круговой канавки немного превышает диаметр оси. Ротор гироскопа может приводиться в быстрое вращение вокруг оси, которая может свободно скользить в пазах круговой канавки.
На рисунке 3 приведены обозначения наиболее важных размеров гиротренажёра. (Часть ротора удалена, так чтобы была видна ось.) Это длина оси гироскопа {\displaystyle 2R} (точнее — расстояние между точками опоры оси на горизонтальные поверхности круговой канавки) и диаметр оси {\displaystyle 2\rho }. При скольжении оси гироскопа по канавке на ось действуют силы трения, которые обычно приводят к уменьшению скорости вращения ротора. Но если определённым образом действовать на ось гироскопа, то те же силы трения будут ускорять вращение ротора.
Рассмотрим мгновенную ситуацию движения гироскопа. Кроме сил трения на ось гироскопа со стороны боковых поверхностей круговой канавки действуют силы реакции опоры. Если ось гиротренажёра покоится и оба конца оси опираются на нижнюю грань канавки, то на них действуют одинаковые силы реакции опоры, в сумме момент этих сил равен нулю. Поэтому, если разогнать ротор гиротренажёра до угловой скорости {\displaystyle \omega } и никак не двигать его корпус, то ось гироскопа не будет менять своего направления, а скорость вращения постепенно будет убывать из-за сил трения, действующих между осью гироскопа и поверхностями круговой канавки. Если после предварительного разгона ротора определённым образом поворачивать гиротренажёр, то один конец оси будет упираться на верхнюю грань, а другой — на нижнюю грань круговой канавки. При этом один конец оси упирается в верхнюю грань круговой канавки, а другой — в нижнюю, то есть мгновенные направления действий реакции опоры противоположны и, допустим для простоты, равны по модулю {\displaystyle N} (рис. 4), и существует ненулевой момент внешних сил, действующий на ось гироскопа, вызывающий его прецессию. На рисунке 5 показаны вектора сил и скоростей описывающих прецессионное движение одного из концов оси. Для противоположного конца оси ситуация аналогична. Суммарный момент внешних сил равен:
откуда для скалярных величин, в силу перпендикулярности векторов: {\displaystyle {\vec {R}}} и {\displaystyle {\vec {N}}}
Двойка возникает из-за действия сил реакции опоры на обоих концах оси (рис. 4). Обозначим момент инерции гироскопа относительно оси вращения через {\displaystyle I_{z}}, тогда момент импульса вращающегося гироскопа:
(Ось вращения совпадает с главной осью тензора инерции ротора). Действие момента сил вызывает прецессию оси гироскопа с угловой скоростью {\displaystyle \Omega }, равной в соответствии с приближённой теорией гироскопа [1], § 50 стр. 284 и с учётом формул 1—3:
Приближённая теория гироскопа даёт хорошее приближение при условии, что полный момент импульса ротора связан только с движением ротора вокруг своей оси, то есть при условии, что частью момента импульса ротора связанного с прецессией можно пренебречь. Такое условие выполняется если частота прецессии {\displaystyle \Omega } значительно меньше частоты вращения ротора {\displaystyle \omega } и если главные моменты инерции ротора примерно одного порядка величины. Как будет показано ниже эти условия можно считать выполненными.
Линейная скорость центра оси относительно корпуса гиротренажёра {\displaystyle \Omega \cdot R}, а линейная скорость боковой грани оси относительно центра оси: {\displaystyle \omega \cdot \rho }. (см. рисунки 5 и 6) Суммарная скорость элемента боковой грани в месте её контакта с поверхностью круговой канавки
Если {\displaystyle V>0}, то сила трения, действующая всегда против направления скорости, будет направлена так, как показано на рисунке 5, то есть будет тормозить вращение ротора вокруг своей оси. Сила трения также как и сила реакции опоры имеет некоторый момент — момент силы трения. При этом момент силы трения будет стремиться инициировать прецессию в вертикальной плоскости, но из-за наличия опоры в виде круговой канавки такая прецессия невозможна. Такое действие момента силы трения приведёт лишь к усилению давления концов оси на опоры, вследствие чего возрастёт сила реакции {\displaystyle {\vec {N}}}.
Большая сила реакции опоры в соответствии с формулами 2 и 4 должна привести к более высокой частоте прецессии. Критическое значение частоты прецессии определяется условием {\displaystyle V=0}, чему соответствует {\displaystyle (\Omega =\omega \cdot \rho /R)}. Отношение {\displaystyle \rho /R} можно считать, по крайней мере, не превышающем 0,1, следовательно, описание режимов при которых {\displaystyle V} имеет значения вблизи нуля с помощью приближённой теории гироскопа корректно{\displaystyle (\Omega <<\omega )}.
При {\displaystyle V=0} сила трения может принимать любое направление и любое значение в диапазоне от нуля до своего максимального значения, определяемого коэффициентом трения {\displaystyle \mu :F_{fr.max}=\mu \cdot N}. В самосогласованном режиме, когда {\displaystyle V=0}, скольжения нет, но сила трения тем не менее имеет ненулевое значение меньшее {\displaystyle F_{fr.max}} которое обеспечивает, в конечном итоге, необходимую для частоты прецессии {\displaystyle \Omega } силу реакции {\displaystyle N}. Такое движение можно рассматривать как периметрическое (по периметру) движение оси гироскопа [1], стр 295—296. Потери энергии в таком режиме связаны в основном с трением качения и с вязким трением о воздух, что и приводит к постепенной остановке ротора.
Если же сторонними силами поддерживается такая сила реакции опоры, что выполняется условие {\displaystyle V<0}, то сила трения будет направлена в противоположную сторону, как показано на рисунке 6. При этом сила трения будет ускорять вращение ротора вокруг своей оси, и, кроме того, уменьшать силу реакции опоры. Таким образом, для поддержания режима ускорения требуется приложение внешних сил, таких чтобы обеспечить достаточно большое значение силы реакции опоры. Условие для мгновенного значения силы реакции опоры в режиме ускорения вытекает из требования {\displaystyle V<0}, то есть: {\displaystyle \Omega \cdot R>\omega \cdot \rho \Rightarrow \Omega >{\omega \cdot \rho  \over R}}, откуда получаем, с учётом (4):
Как показывает вышеприведённое условие, требования к значению силы реакции опоры растут квадратично по отношению к частоте вращения ротора. Также можно отметить пропорциональность требуемой силы реакции радиусу оси гироскопа {\displaystyle \rho } и обратную пропорциональность квадрату длины оси {\displaystyle R}. Сложность поддержания режима ускорения при высоких угловых скоростях {\displaystyle \omega } также связана с тем, что направление внешних сил должно «отслеживать» мгновенное положение концов оси гироскопа.
На практике, человек держа в руке гиротренажёр с предварительно разогнанным ротором, начинает совершать кистью круговые движения. При этом плоскость круговой канавки меняет свою ориентацию, вращается, так что вектор нормали к этой плоскости описывает конусообразную поверхность. Со стороны круговой канавки на концы оси ротора в режиме ускорения всё время должно оказываться дополнительное усилие. «Отслеживать» положение оси помогает момент эффект прецессии, воспринимаемый кистью как сопротивление к вращению в задаваемом направлении. Частота круговых движений кисти должна совпадать с частотой прецессии {\displaystyle \Omega }. При росте частоты вращения ротора {\displaystyle \omega }, минимальное требование к частоте прецессии растёт линейно с {\displaystyle \omega } {\displaystyle (\Omega >\omega \cdot \rho /R)}. Поэтому на больших частотах {\displaystyle \omega } необходимо не только обеспечить высокое значение силы реакции опоры, но и быстрое изменение точки приложения и направления этой силы. В силу этих двух причин, при больших частотах {\displaystyle \omega } дальнейший разгон становится очень затруднительным.
Например, для гиротренажёра Powerball 250 Hz с отношением {\displaystyle \rho /R=1/31} имеем {\displaystyle \Omega =250/31=8} Гц. Иными словами, для разгона ротора до 15 000 об/мин (что соответствует частоте 250 Гц) кисть должна вращать шар с частотой 8 оборотов в секунду.